# ناویا فوجی
ناویا فوجی (انگلیسی: Naoya Fuji؛ زادهٔ ۳۱ مهٔ ۱۹۹۳) بازیکن فوتبال اهل ژاپن است.